# 서울 종로구의 국회의원

## 행정구역 변천
- 1945년 8월 15일 경기도 경성부 종로구
- 1946년 8월 15일 경기도 서울시 종로구
- 1946년 9월 28일 서울특별시 종로구
- 1975년 10월 1일 서대문구 평창동·구기동·부암동·홍지동·신영동·행촌동·송월동·홍파동·평동·교남동·교북동, 동대문구 창신동·숭인동이 종로구에 편입

## 서울 종로구의 역대 국회의원 일람

종로 갑구(1948~1958)

종로 을구(1948~1958)

| 대수         | 이름           | 소속정당                           | 임기                               | 선거구역 | 개표결과 |
| ------------ | -------------- | ---------------------------------- | ---------------------------------- | --- | -------- |
| 제헌         | 이윤영(李允榮) | 조선민주당                         | 1948년 5월 31일 - 1950년 5월 30일  | 종로구 갑(제2선거구): 청운동, 신교동, 궁정동, 효자동, 누하동, 누상동, 옥인동, 통인동, 창성동, 필운동, 사직동, 체부동, 통의동, 내자동, 적선동, 내수동, 도렴동, 당주동, 신문로2가, 신문로1가, 세종로, 종로1가, 서린동, 청진동, 수송동, 중학동, 관훈동, 인사동, 견지동, 공평동, 종로2가, 관철동, 송현동, 사간동, 안국동, 소격동, 화동, 팔판동, 삼청동, 제동, 가회동 |          |
| 제헌         | 장면(張勉)     | 무소속                             | 1948년 5월 31일 - 1949년 2월 22일  | 종로구 을(제3선거구): 화서동, 권농동, 와룡동, 운니동, 묘동, 돈의동, 경운동, 익선동, 낙원동, 종로3가, 관수동, 장사동, 종로4가, 훈정동, 봉익동, 예지동, 인의동, 원남동, 연지동, 종로5가, 종로6가, 충신동, 효제동, 동숭동, 이화동, 혜화동, 명륜동1가, 명륜동2가, 명륜동3가, 명륜동4가, 계동, 연건동                                                                 |          |
| 제헌         | 이인(李仁)     | 무소속                             | 1949년 3월 31일 - 1950년 5월 30일  | 종로구 을(제3선거구): 화서동, 권농동, 와룡동, 운니동, 묘동, 돈의동, 경운동, 익선동, 낙원동, 종로3가, 관수동, 장사동, 종로4가, 훈정동, 봉익동, 예지동, 인의동, 원남동, 연지동, 종로5가, 종로6가, 충신동, 효제동, 동숭동, 이화동, 혜화동, 명륜동1가, 명륜동2가, 명륜동3가, 명륜동4가, 계동, 연건동                                                                 |          |
| 제2대        | 박순천(朴順天) | 대한부인회                         | 1950년 5월 31일 - 1954년 5월 30일  | 종로구 갑(제3선거구): 청운동 신교동 궁정동 효자동 누하동 누상동 옥인동 통인동 창성동 필운동 사직동 체부동 통의동 내자동 적선동 내수동 도렴동 당주동 신문로1,2가 세종로 종로1가 서린동 청진동 중학동 수송동 관훈동 인사동 견지동 공평동 종로2가 관철동 송현동 사간동 안국동 소격동 화동 팔판동 삼청동 재동 가회동                                                 |          |
| 제2대        | 오화영(吳華英) | 무소속                             | 1950년 5월 31일 - 1954년 5월 30일  | 종로구 을(제4선거구): 계동 원서동 권농동 와룡동 운니동 묘동 돈의동 익선동 경운동 낙원동 관수동 종로3,4,5,6가 장사동 훈정동 봉익동 예지동 인의동 원남동 연지동 충신동 효제동 동숭동 이화동 연건동 혜화동 명륜동1,2,3,4가 |          |
| 제3대        | 윤보선(尹潽善) | 민주국민당                         | 1954년 5월 31일 - 1958년 5월 30일  | 종로구 갑(제3선거구): 청운동 신교동 궁정동 효자동 누하동 옥인동 통인동 창성동 필운동 사직동 체부동 통의동 내자동 종선동 내수동 도염동 당주동 신문로1,2가 세종로 종로1가 서린동 청진동 중학동 수송동 관훈동 인사동 견지동 공평동 종로2가 관철동 송현동 사간동 안국동 소격동 화동 팔판동 삼청동 재동 가회동                                                        |          |
| 제3대        | 김두한(金斗漢) | 무소속                             | 1954년 5월 31일 - 1958년 5월 30일  | 종로구 을(제4선거구): 계동 원서동 권농동 와룡동 운니동 묘동 돈의동 익선동 경운동 낙원동 관수동 종로3,4,5,6가 장사동 훈정동 봉익동 예지동 인의동 원남동 연지동 충신동 효제동 동숭동 이화동 연건동 혜화동 명륜동1,2,3,4가 |          |
| 제4대        | 윤보선(尹潽善) | 민주당                             | 1958년 5월 31일 - 1960년 7월 28일  | 종로구 갑(제1선거구): 자하동 청송동 인왕동 누각동 백송동 매동 사직동 종교동 중앙동 신문동 광교동 수진동 종각동 대사동 전훈동 별궁동 태화동 백록동 |          |
| 제4대        | 한근조(韓根祖) | 민주당                             | 1958년 5월 31일 - 1960년 7월 28일  | 종로구 을(제2선거구): 계동 원서동 돈화문동 탑동 운현동 대묘동 비파동 이현동 통내동 종로5가동 대학동 종로6가동 충신동 낙산동 혜화동 명륜1가동 명륜3가동 명륜2,4가동 |          |
| 제5대 민의원 | 윤보선(尹潽善) | 민주당                             | 1960년 7월 29일 - 1960년 8월 12일  | 종로구 갑(제1선거구): 자하동 청송동 인왕동 누각동 백송동 매동 사직동 종교동 중앙동 신문동 광교동 수진동 종각동 대사동 전훈동 별궁동 태화동 백록동 |          |
| 제5대 민의원 | 전진한(錢鎭漢) | 무소속                             | 1960년 10월 11일 - 1961년 5월 16일 | 종로구 갑(제1선거구): 자하동 청송동 인왕동 누각동 백송동 매동 사직동 종교동 중앙동 신문동 광교동 수진동 종각동 대사동 전훈동 별궁동 태화동 백록동 |          |
| 제5대 민의원 | 한근조(韓根祖) | 민주당                             | 1960년 7월 29일 - 1961년 5월 16일  | 종로구 을(제2선거구): 계동 원서동 돈화문동 탑동 운곤동 대묘동 비파동 이현동 통내동 종로5가동 대학동 종로6가동 충신동 낙산동 혜화동 명륜1가동 명륜3가동 명륜2·4가동 |          |
| 제6대        | 전진한(錢鎭漢) | 민정당                             | 1963년 12월 17일 - 1967년 6월 30일 | 종로구 일원(제1선거구) |          |
| 제7대        | 유진오(兪鎭午) | 신민당                             | 1967년 7월 1일 - 1971년 6월 30일   | 종로구 일원(제1선거구) |          |
| 제8대        | 권중돈(權仲敦) | 신민당                             | 1971년 7월 1일 - 1972년 10월 17일  | 종로구 일원(제1선거구) |          |
| 제9대        | 장기영(張基榮) | 민주공화당                         | 1973년 3월 12일 - 1977년 4월 11일  | 종로구·중구 일원(제1선거구) |          |
| 제9대        | 정일형(鄭一亨) | 신민당                             | 1973년 3월 12일 - 1977년 3월 22일  | 종로구·중구 일원(제1선거구) |          |
| 제9대        | 오제도(吳制道) | 무소속                             | 1977년 6월 11일 - 1979년 3월 11일  | 종로구·중구 일원(제1선거구) |          |
| 제9대        | 정대철(鄭大哲) | 무소속                             | 1977년 6월 11일 - 1979년 3월 11일  | 종로구·중구 일원(제1선거구) |          |
| 제10대       | 신민당         | 1979년 3월 12일 - 1980년 10월 27일 |                                    | 종로구·중구 일원(제1선거구) |          |
| 제10대       | 민관식(閔寬植) | 1979년 3월 12일 - 1980년 10월 27일 | 민주공화당                         | 종로구·중구 일원(제1선거구) |          |
| 제11대       | 이종찬(李鍾贊) | 민주정의당                         | 1981년 4월 11일 - 1985년 4월 10일  | 종로구·중구 일원(제1선거구) |          |
| 제11대       | 김판술(金判述) | 민주한국당                         | 1981년 4월 11일 - 1985년 4월 10일  | 종로구·중구 일원(제1선거구) |          |
| 제12대       | 이종찬(李鍾贊) | 민주정의당                         | 1985년 4월 11일 - 1988년 5월 29일  | 종로구·중구 일원(제1선거구) |          |
| 제12대       | 이민우(李敏雨) | 신한민주당                         | 1985년 4월 11일 - 1987년 11월 20일 | 종로구·중구 일원(제1선거구) |          |
| 제13대       | 이종찬(李鍾贊) | 민주정의당                         | 1988년 5월 30일 - 1992년 5월 29일  | 종로구 일원 |          |
| 제14대       | 이종찬(李鍾贊) | 민주자유당                         | 1992년 5월 30일 - 1996년 5월 29일  | 종로구 일원 |          |
| 제15대       | 이명박(李明博) | 신한국당                           | 1996년 5월 30일 - 1998년 2월 21일  | 종로구 일원 |          |
| 제15대       | 노무현(盧武鉉) | 새정치국민회의                     | 1998년 7월 22일 - 2000년 5월 29일  | 종로구 일원 |          |
| 제16대       | 정인봉(鄭寅鳳) | 한나라당                           | 당선 무효                          | 종로구 일원 |          |
| 제16대       | 박진(朴振)     | 한나라당                           | 2002년 8월 9일 - 2004년 5월 29일   | 종로구 일원 |          |
| 제17대       | 박진(朴振)     | 한나라당                           | 2004년 5월 30일 - 2008년 5월 29일  | 종로구 일원 |          |
| 제18대       | 박진(朴振)     | 한나라당                           | 2008년 5월 30일 - 2012년 5월 29일  | 종로구 일원 |          |
| 제19대       | 정세균(丁世均) | 민주통합당                         | 2012년 5월 30일 - 2016년 5월 29일  | 종로구 일원 |          |
| 제20대       | 정세균(丁世均) | 더불어민주당                       | 2016년 5월 30일 - 2020년 5월 29일  | 종로구 일원 |          |
| 제21대       | 이낙연(李洛淵) | 더불어민주당                       | 2020년 5월 30일 - 2021년 9월 15일  | 종로구 일원 |          |
| 제21대       | 최재형(崔在亨) | 국민의힘                           | 2022년 3월 10일 - 2024년 5월 29일  | 종로구 일원 |          |
| 제22대       | 곽상언(郭相彦) | 더불어민주당                       | 2024년 4월 10일 - 현재             | 종로구 일원 |          |

※2024년 4월 10일 제22대 총선 서울 종로구 선거 결과, 더불어민주당의 곽상언 후보자가 당선되었다. 곽상언 후보자는 44,713표, 50.92%의 득표율로 당선되었다.

## 같이 보기
- 서울 서대문구의 국회의원
- 서울 동대문구의 국회의원
- 서울 중구의 국회의원
- 서울 용산구의 국회의원
- 서울 성동구의 국회의원
- 종로구·중구
- 종로구 (1988년 선거구)